# アルミン酸カルシウム

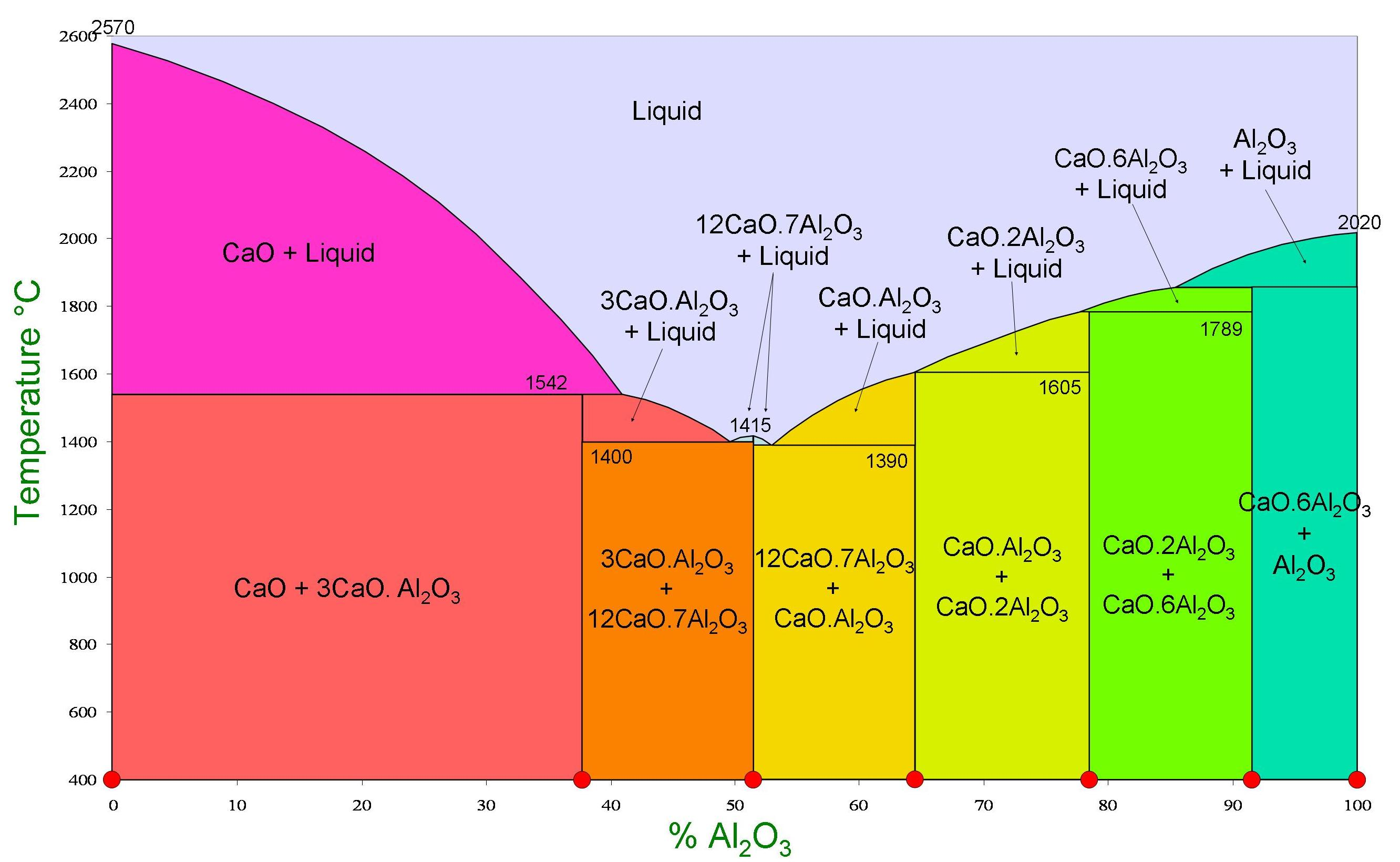
温度、混合比によるアルミン酸カルシウムの生成比率。

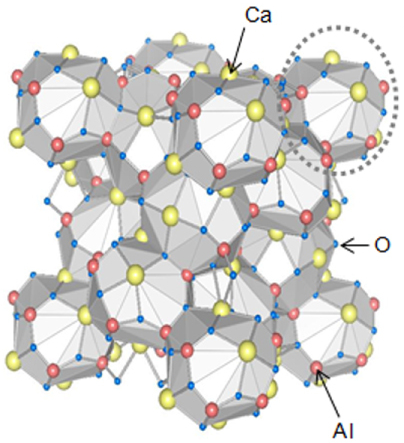
物質量比12:7 のアルミン酸カルシウムの結晶構造。12CaO·7Al_{2}O_{3} (C12A7).

アルミン酸カルシウム (英語: Calcium aluminate)は酸化カルシウムと酸化アルミニウムを混合させ、高温で加熱して得られる物質の総称である。主に耐火物、セメントの原料として用いられる。
常圧常湿下で生成される安定なアルミン酸カルシウムのモル比(CaO:Al2O3)は以下が知られている。
- (3:1) 3CaO·Al2O3 (C
3A)
- (12:7), 12CaO·7Al2O3 (C
12A
7) (別名:マイエナイト(英語: Mayenite[3]))
- (1:1) CaO·Al2O3 (CA) (自然界ではクロタイト(英語: Krotite)及びドミトリーイバノバイト(英語: Dmitryivanovite)の二種類が存在する[4])
- (1:2) CaO·2Al2O3 (CA
2) (自然界ではグロサイト(英語: Grossite)が存在する [5])
- (1:6), CaO·6Al2O3 (CA
6) (自然界ではマグネトプランバイトグループの代表であるヒボナイト(英語: hibonite)が存在する[6])

加圧下やその他の条件では以下も存在しうる。
- (2:1), 2CaO·Al2O3 (C
2A): 2500 MPa以上で生成される[7]。  結晶構造は 直方晶系で、 密度は 3480 kg·m-3。 自然界ではブラウンミラーライト (英語: brownmillerite)が知られており、 常圧で形成されるが、火変成帯、例えば石炭採掘の山を燃やす際に高温で形成される。
- (5:1), 5CaO·3Al2O3 (C
5A
3), 水が存在しない、かつ無酸素状態でのみ生成される。  結晶構造は 直方晶系で、 密度は3067 kg·m-3。 水と激しく反応する。
- (4:3), 4CaO·3Al2O3 (C
4A
3), 準安定状態で医療における脱水に用いられる。 水和して4CaO·3Al2O3·3H2O (C
4A
3H
3)を生じる。

## 水和反応
ポルトランドセメントと対照的に、 水和によってアルミン酸カルシウムは 水酸化カルシウム (Ca(OH)
2、消石灰) を放出しない。